# Aéroport de Zhangjiajie Hehua
L'aéroport de Zhangjiajie Hehua ((zh))
(code IATA : DYG • code OACI : ZGDY) est un aéroport desservant la ville de Zhangjiajie, dans la province du Hunan, en Chine.

## Compagnies aériennes et destinations
| Compagnies               | Destinations                                                                                         |
| ------------------------ | --- |
| Air Busan                | Pusan-Gimhae                                                                                         |
| Air China                | Pékin-Capitale, Chengdu-Shuangliu                                                                    |
| Beijing Capital Airlines | Xi'an-Xianyang                                                                                       |
| China Eastern Airlines   | Hangzhou-Xiaoshan, Ningbo, Shanghai-Pudong, Xi'an-Xianyang, Yantai                                   |
| China Southern Airlines  | Pékin-Capitale, Canton-Baiyun, Lanzhou, Qingdao-Jiaodong, Shenyang, Shenzhen-Bao'an, Yinchuan Hedong |
| China Southern Airlines  | Taïwan-Taoyuan                                                                                       |
| HK Express               | Hong Kong                                                                                            |
| Juneyao Airlines         | Hangzhou-Xiaoshan, Kunming-Changshui, Nankin, Shanghai-Pudong                                        |
| New Gen Airways          | Bangkok-Don Muang                                                                                    |
| Okay Airways             | Changsha, Guilin-Liangjiang, Hengyang, Lianyungang-Huaguoshan, Tianjin Binhai, Wuhan                 |
| Shanghai Airlines        | Shanghai-Pudong, Pusan-Gimhae                                                                        |
| Sichuan Airlines         | Chongqing-Jiangbei, Nankin, Cheongju, Daegu                                                          |
| Spring Airlines          | Shanghai-Pudong, Shenyang, Shijiazhuang                                                              |
| Tigerair Taiwan          | Taïwan-Taoyuan                                                                                       |
| Sriwijaya Air            | Charter:Djakarta-S.-Hatta                                                                            |

Édité le 03/02/2018